# Leucaena esculenta
La  guaje colorado, guaje zacatzin (Leucaena esculenta) es un árbol de la familia de las leguminosas, importante por su consumo local, frecuentemente cultivada en milpas y huertos familiares.

## Descripción
Árboles (3.0-)12.0-15.0(-20.0) m alto, la corteza es lisa de color gris claro. Ramas acostilladas o con estrías, cuando maduras, algo aladas; sus estípulas son persistentes de 4 a 4.8 mm; las hojas compuestas con folíolos (17-)37-64(-85) pares por pinna, de 3.5-7 mm largo. Sus flores crecen agrupadas en cabezuelas axilares de 2 a 7; redondas con 150 a 170 flores, de 1.3 a 2.8 cm de diámetro en antesis, estambres con filamentos blancos y anteras amarillentas o rojizas; las flores se tornan amarillentas al secarse. Su fruto es una legumbre de 8 a 24 cm de largo por 1.6 de ancho. Esta especie pertenece a la rama del género que tienen hojas con folíolos pequeños de menos de 2 mm de ancho y lineares. Por lo regular tiene las ramas angulosas, pero en numerosos híbridos e individuos intermedios no. Se distingue por el número de pinnas y folíolos y su fruto largo de 14 a 30 cm de largo por 1.4 a 2.5 de ancho y color rojo. 

## Distribución y hábitat
Habita principalmente en selva baja caducifolia, bosque de Pinus-Quercus y matorral xerófilo, en suelos derivados de rocas calizas; también es cultivada en casas o huertos. Se encuentra por varias regiones de México; las legumbres tiernas se venden en mercados locales. 

## Importancia económica y cultural
Es una especie polivalente, tiene múltiples usos. El guaje es una legumbre muy cultivada y consumida por los pueblos indígenas de México. Se utiliza como seto vivo y las semillas y las hojas tiernas son comestibles. También se emplea como forraje. El consumo de sus semillas elimina las amibas. El té de la corteza la semilla y los retoños se utiliza contra la diarrea, disentería, parásitos y lombrices. La corteza también tiene propiedades cicatrizantes.